# Syzygium manii
Syzygium manii là một loài thực vật thuộc họ Myrtaceae. Đây là loài đặc hữu của Ấn Độ. Chúng hiện đang bị đe dọa vì mất môi trường sống.